# Souboz
Souboz ist eine Ortschaft in der Gemeinde Petit-Val im Verwaltungskreis Berner Jura des Kantons Bern in der Schweiz. Bis zum 31. Dezember 2014 war Souboz eine eigene politische Gemeinde. Am 1. Januar 2015 fusionierte diese mit den Gemeinden Châtelat, Monible und Sornetan zur neuen Gemeinde Petit-Val.

## Geographie

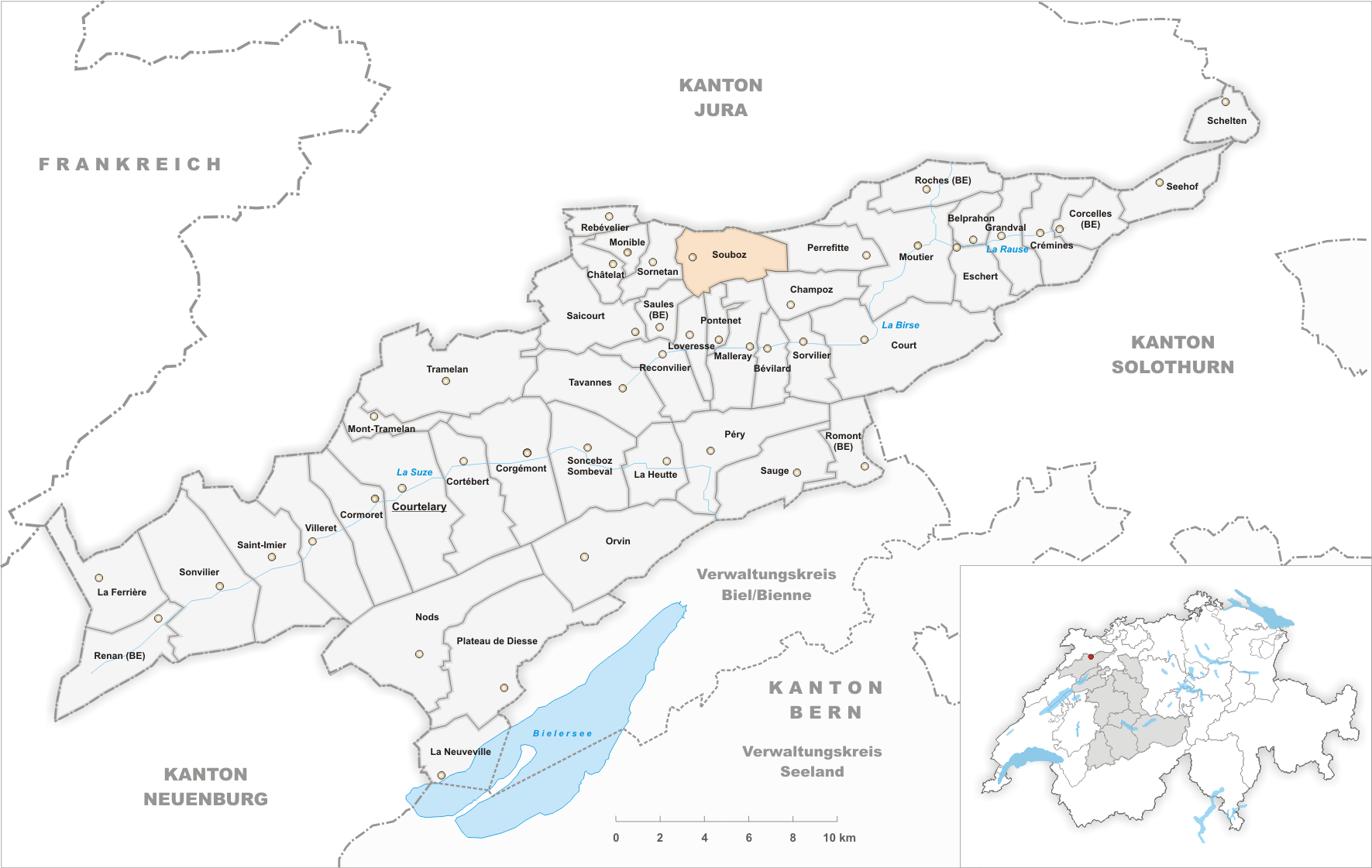
Gemeindestand vor der Fusion am 1. Januar 2015

Souboz liegt auf 875 m ü. M., zehn Kilometer westlich des Orts Moutier (Luftlinie). Das Strassenzeilendorf erstreckt sich auf dem Kamm eines Geländevorsprungs, der sich nach Westen neigt, im östlichen Teil des Beckens Petit Val, das sich zwischen zwei Antiklinalen des Juras befindet.
Die Fläche des 10,6 Quadratkilometer grossen Gebiets der ehemaligen Gemeinde umfasst den gesamten östlichen Teil des Petit Val, das von den Bächen Tchaïbez und Pichoux zur Sorne entwässert wird. Die nördliche Grenze verläuft auf dem Kamm der Jurakette, welche die westliche Fortsetzung der Montagne de Moutier bildet. Die höchsten Erhebungen sind hier Sur la Chèvre (1134 m ü. M.) und Sur le Rochet (1062 m ü. M.). Diese Kette wird im Westen von der typischen Juraklus Gorges du Pichoux durchbrochen, deren obere östliche Talflanke noch zu Souboz gehört. Nach Süden erstreckt sich Souboz auf die Antiklinale des Moron, auf der mit 1280 m ü. M. der höchste Punkt der Ortschaft erreicht wird. Die Nordflanke des Moron ist durch mehrere Erosionstäler gegliedert. Ganz im Osten reicht das Gebiet über den Pass von Les Ecorcheresses ins Einzugsgebiet des Baches Chalière, der bei Moutier in die Birs fliesst.
Von der Gemeindefläche entfielen 1997 2 % auf Siedlungen, 60 % auf Wald und Gehölze, 37 % auf Landwirtschaft, und etwas weniger als 1 % war unproduktives Land.
Zu Souboz gehören der Weiler Les Ecorcheresses (913 m ü. M.) auf einem Synklinalpass zwischen den Ketten des Moron und der Montagne de Moutier sowie mehrere Einzelhöfe. Nachbarorte bzw. ‑gemeinden von Souboz sind der Ortsteil Sornetan in der gleichen Gemeinde sowie der Ortsteil Malleray in der Gemeinde Valbirse und die Gemeinden Saules, Loveresse, Champoz und Perrefitte im Kanton Bern sowie Soulce und der Ortsteil Undervelier in der Gemeinde Haute-Sorne im Kanton Jura.

## Bevölkerung
Mit 131 Einwohnern (Stand 31. Dezember 2013) gehörte Souboz zu den kleinen Gemeinden des Berner Juras. Im Jahr 2000 waren von den Bewohnern 73,0 % französischsprachig, 26,1 % deutschsprachig und 0,9 % portugiesischsprachig. Die Bevölkerungszahl von Souboz belief sich 1850 auf 200 Einwohner, 1920 auf 236 Einwohner. Seither wurde ein markanter Bevölkerungsrückgang um rund 50 % verzeichnet.

## Politik
Die Wähleranteile der Parteien anlässlich der Nationalratswahlen 2011 betrugen in Souboz: SVP 50,7 %, SP 23,8 %, GPS 11,9 %, BDP 3,7 %, EVP 2,4 %, EDU 2,3 %, CVP 2,1 %, FDP 2,0 %, AL 0,7 %, SLB 0,3 %, SD 0,1 %, Les Rauraques 0,1 %, JHp 0,1 %, Piraten 0,1 %.

## Wirtschaft
Souboz ist ein noch vorwiegend von der Landwirtschaft geprägtes Dorf, wobei Milchwirtschaft und Viehzucht überwiegen. Kleinere Betriebe befinden sich im Tal, das Souboz von Sornetan trennt, sowie am oberen Eingang in die Pichoux-Schlucht.

## Verkehr
Souboz liegt abseits der grösseren Durchgangsstrassen an der Kantonsstrasse, die von Moutier nach Bellelay führt. Souboz und Les Ecorcheresses sind durch einen Postautokurs, der von Moutier nach Souboz verkehrt, an das Netz des öffentlichen Verkehrs angebunden.

## Geschichte
Die erste urkundliche Erwähnung von Souboz erfolgte 1398 als Subol. Damals war das Dorf ein Lehen des Klosters Moutier-Grandval. Der Ortsname leitet sich von sous le bois (unter dem Wald) ab. Von 1797 bis 1815 gehörte Souboz zu Frankreich und war anfangs Teil des Département Mont-Terrible, das 1800 mit dem Département Haut-Rhin verbunden wurde. Durch den Entscheid des Wiener Kongresses kam der Ort 1815 an den Kanton Bern zum Bezirk Moutier.
Bis am 31. Dezember 2014 war Souboz eine eigenständige Gemeinde.

## Sehenswürdigkeiten
Das Ortsbild von Souboz ist charakterisiert durch zahlreiche typische Bauernhäuser und Speicher aus dem 17. bis 19. Jahrhundert. Das Schulhaus mit einem Glockenturm stammt von 1854. Souboz besitzt keine eigene Kirche, es gehört zur Pfarrei Sornetan.